# 5806 Archieroy
5806 Archieroy este o planetă minoră (asteroid), cu un diametru de 6,785 km, din centura de asteroizi. A fost descoperită pe 11 ianuarie 1986 la observatorul Lowell⁠(d) de Edward L. G. Bowell și a fost numită după Archie Roy⁠(d). 
Obiectul prezintă o orbită caracterizată de o semiaxă mare de 1,9627812 UAi, o excentricitate de 0,04, o înclinație de 20,81713 ° în raport cu ecliptica.